# Война за баварское наследство
Война за баварское наследство (нем. Bayerischer Erbfolgekrieg, 3 июля 1778 — 13 мая 1779, ранее также Баварская война за наследство) — военный конфликт между габсбургской монархией с одной стороны и Пруссией, поддержанной Саксонией, с другой. Был вызван притязаниями Иосифа II Габсбурга на часть территории Баварского курфюршества и стремлением ряда германских государств препятствовать этим притязаниям.
Баварский престол оказался вакантным после смерти курфюрста Максимилиана III Иосифа, последнего из младшей линии Виттельсбахов. Максимилиан умер 30 декабря 1777 года, не оставив после себя законных наследников мужского пола. Карл IV Теодор из зульцбахской, старшей линии династии, имел наибольшие права на титул, но и у него не было законных детей, которые могли бы ему наследовать. Из-за этого его двоюродный брат Карл II Август из Цвайбрюккена также предъявлял претензии на титул курфюрста баварского. В то же самое время император Священной Римской империи Иосиф II желал укрепить влияние своей семьи в германских землях путём присоединения Баварии к её владениям. Для короля Пруссии Фридриха II Великого захват Баварии Габсбургами означал нарушение статуса-кво и баланса сил в империи. Он стремился помешать планам Иосифа II, пытаясь при этом избежать прямого вооружённого конфликта. Мать и соправительница Иосифа II Мария Терезия также не считала, что баварский престол будет стоить пролитой за него крови, однако настойчивость императора привела к войне.
Обеим сторонам удалось мобилизовать крупные армии: австрийская армия составляла порядка 185 тысяч, а прусско-саксонская — порядка 160 тысяч человек. Война проходила в основном на территории Богемии, а второстепенные операции осуществлялись в Силезии и Моравии. Самые большие потери в ходе войны стороны понесли от болезней и голода, а не вследствие боевых действий, которые сводились к манёврам и фуражировкам, так что немцы прозвали войну Картофельной (нем. Kartoffelkrieg). Война, которая продолжалась меньше года без значимых успехов для обеих сторон, показала их неспособность решить спор военным путём, поэтому стороны обратились к посредничеству России и Франции. На собравшемся в марте 1779 года в Тешене мирном конгрессе был подписан договор, который закрепил власть в Баварии за Карлом IV Теодором и обязал Габсбургов вернуть Баварии бо́льшую часть оккупированных территорий.
Некоторые историки считают войну за баварское наследство последней из «войн старого порядка», в которых войска маневрировали без больших столкновений, в то время как дипломаты путешествовали между столицами, пытаясь миром разрешить конфликты своих правителей. Последующие французские революционные и наполеоновские войны отличались значительно большим масштабом и более сложной организацией военных действий как на стратегическом, так и на тактическом уровне.

## Предыстория
В 1713 году император Священной Римской Империи Карл VI Габсбург, не имевший сыновей, ввёл на территориях, принадлежащих его династии, Прагматическую санкцию, согласно которой европейские правители были обязаны признать любую из законных дочерей Карла VI королевой Богемии, Венгрии, Хорватии и эрцгерцогиней Австрии, то есть властительницей всех земель Габсбургской монархии. Это вступило в противоречие с ранее принятыми в большинстве стран Европы законами об агнатическом первородстве. Карл устроил брак своей старшей дочери, Марии Терезии, с герцогом Лотарингии Францем I Стефаном. Первоначально многие главы европейских государств и правители имперских княжеств приняли Прагматическую санкцию, а вместе с ней — и кандидатуру Франца как будущего императора. Однако два ключевых курфюрста, герцоги Баварии и Саксонии, отказались признать законность документа и могли помешать Францу I занять престол императора Священной Римской империи. Когда в 1740 году Карл VI умер, его дочери Марии Терезии пришлось бороться за своё право на земли Габсбургов. Франц I же столкнулся со значительным противодействием на выборах императора.

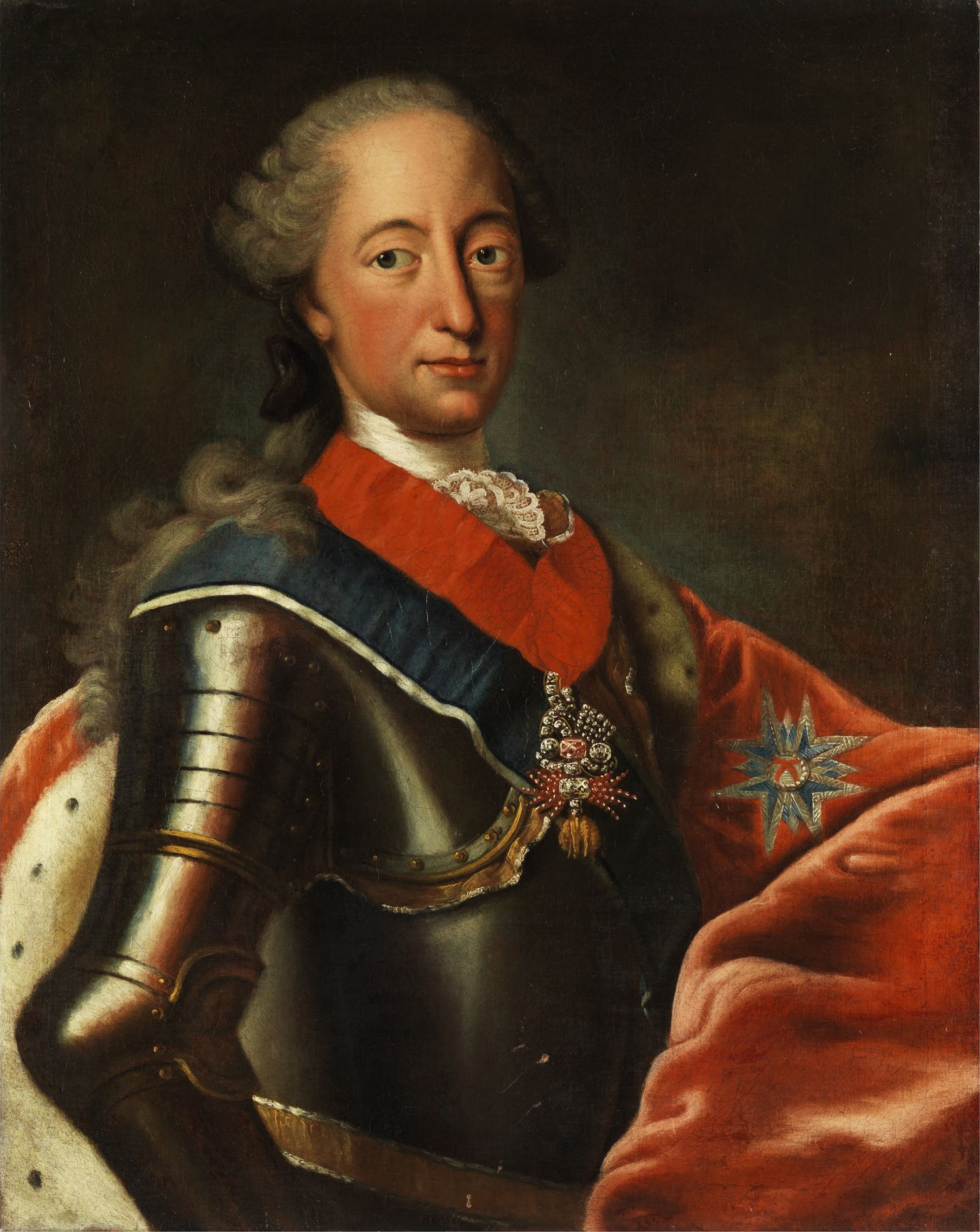
Максимилиан III Иосиф, герцог Баварский (портрет Георга Десмаре)

Практически сразу после смерти императора Карла VI Габсбурга курфюрст Баварии Карл из династии Виттельсбахов заявил о своих правах на земли Габсбургов, а также на трон Священной Римской империи. Он был зятем Иосифа I и считал, что является законным преемником почившего Карла VI. По разным причинам притязания герцога Баварского поддержали короли Пруссии, Франции, Испании, а также король Польши и герцог Саксонии Август III, тем самым они отказались соблюдать Прагматическую санкцию и вступили в войну за австрийское наследство. 12 февраля 1742 года на традиционной церемонии во Франкфурте-на-Майне Карл был коронован императором Священной Римской империи. Однако в тот же день армия Марии Терезии оккупировала столицу Баварии. Большую часть своего трёхлетнего имперского правления Карл VII провёл во Франкфурте, в то время как Мария Терезия боролась с прусским королём Фридрихом II за земли в Баварии и Богемии. Король Пруссии не смог захватить Богемию, однако ему удалось вытеснить габсбургские войска из Баварии. Последние три месяца своего правления страдающий подагрой Карл жил в родной Баварии, где и скончался в январе 1745 года.
Сын Карла, Максимилиан III Иосиф, унаследовал от отца право голоса на выборах императора, однако он не был столь амбициозен и не стал выставлять собственную кандидатуру. 22 апреля 1745 года был подписан Фюссенский мир, согласно которому Максимилиан обязался проголосовать за Франца, мужа Марии Терезии, на предстоящих выборах императора, а также признал Прагматическую санкцию. Взамен он получил территории, которые до начала борьбы за трон контролировал его отец. Для его подданных этот договор означал окончание пятилетней войны. Он принёс новому поколению мир, который длился всё правление Максимилиана с 1745 по 1777 годы. Подписав договор, Максимилиан продолжал лелеять надежды на королевское и даже императорское достоинство и по-прежнему считал себя наследником австрийских земель. Подобные амбиции с неизбежностью приводили к противостоянию Виттельсбахов с Габсбургами, даже несмотря на заключавшиеся между ними династические браки. Антиавстрийские настроения, широко разделявшиеся населением Баварии, оставались основой внешней политики Максимилиана на протяжении всего его правления и толкали его к союзническим отношениям с Францией. Когда Максимилиан скончался 30 декабря 1777 года, не оставив законных наследников, несколько других амбициозных правителей предъявили свои права на баварские земли.

## Претенденты

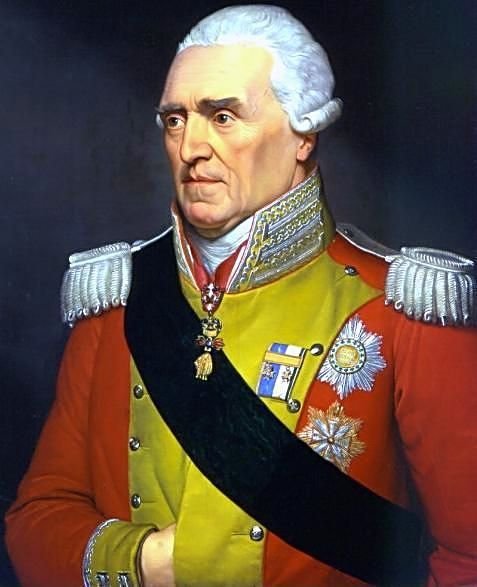
Фридрих Август Саксонский (портрет Фогеля фон Фогельштейна)

Со смертью Максимилиана прервалась младшая линия Виттельсбахов. Основными претендентами на наследство являлись его родственники из старшей линии той же династии. Требования Виттельсбахов подкреплялись как завещанием самого Максимилиана, так и условиями древних договоров: договор в Павии (1329) устанавливал, что если когда-либо одна из двух линий Виттельсбахов вымрет, то наследовать ей будет вторая линия; это условие подтверждалось Вестфальским мирным договором (1648). Иосиф II Габсбург желал присоединения всей Баварии к своим владениям, но нашёл только шаткие юридические основания для того, чтобы претендовать на её часть. Герцог Мекленбургский заявил претензии на ландграфство Лейхтенберг. Саксонский курфюрст Фридрих Август, мать которого приходилась сестрой Максимилиану, оценивал свою долю наследства (так называемую аллодиальную часть) в 13 млн талеров в землях и деньгах.

### Виттельсбахи

#### Карл IV Теодор

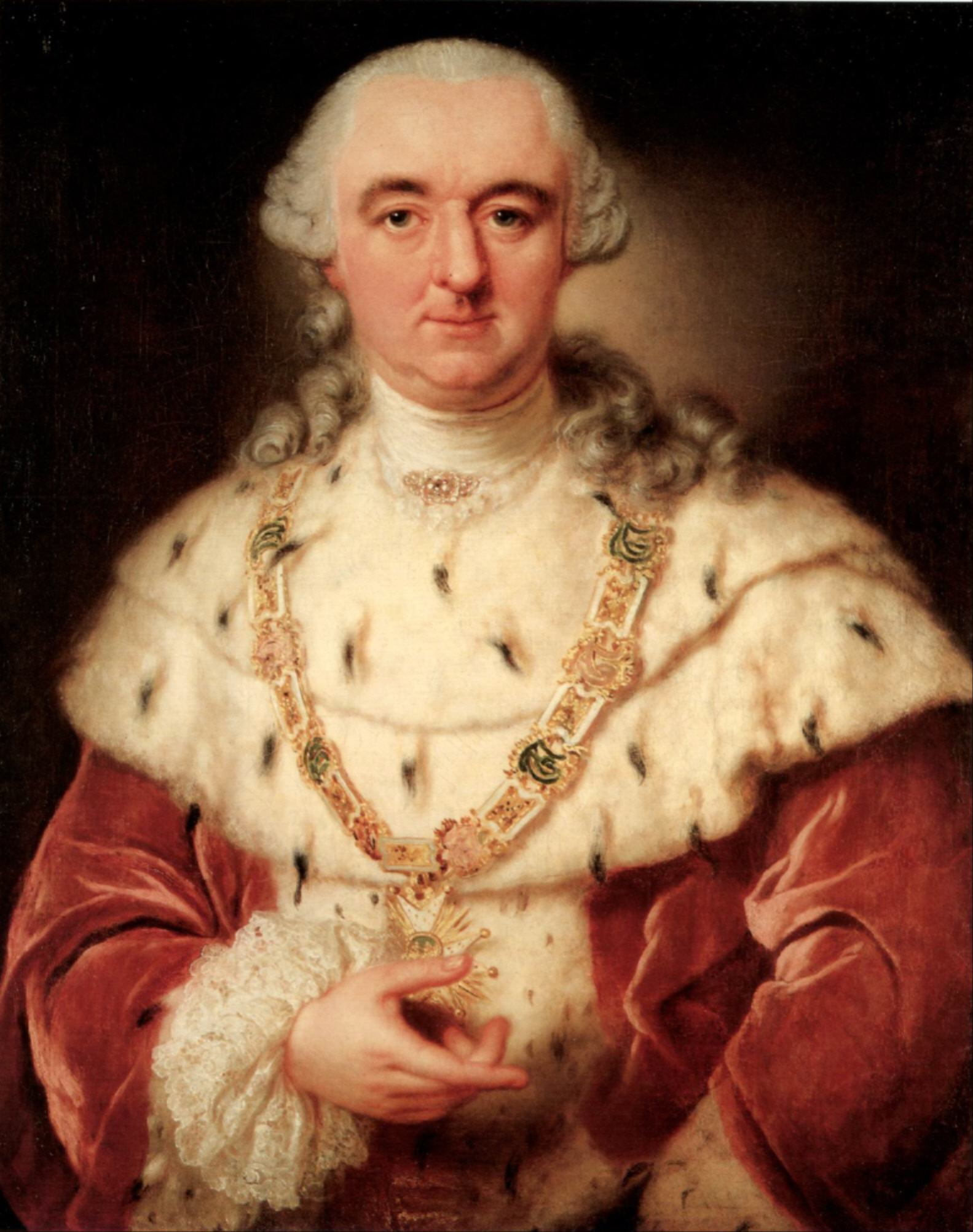
Карл IV Теодор (портрет Анны Доротеи Тербуш)

После смерти Максимилиана власть в Баварии готовился принять 55-летний Карл Теодор из Пфальц-Зульцбахской ветви Виттельсбахов, который уже был курфюрстом империи, владея герцогством Курпфальц. Хотя Бавария была крупнее и играла более важную политическую роль в империи, он предпочитал жить в Пфальце и переезд в Мюнхен был для него равнозначен ссылке. Карл был известным покровителем искусства, он основал в своей столице, Мангейме, множество театров и музеев. Историки расходятся в оценках его личности, приписывая ему как дилетантизм и праздность, так и умелое управление финансами и внимание к промышленности и образованию в Пфальце.
Законный сын у Карла был лишь один, однако он умер практически сразу после рождения. У Карла были многочисленные незаконнорожденные сыновья, преимущественно от связей с французскими актрисами; к моменту смерти Максимилиана он узаконил семерых из них и рассматривал возможность узаконить ещё двух. Карл хотел обеспечить для них выгодные должности в имперских учреждениях или княжеские титулы. Такие должности и титулы мог предоставить император Иосиф II. В свою очередь, ввиду отсутствия у Максимилиана прямого наследника, Иосиф II угрожал Карлу объявить баварские земли выморочными. Выморочные держания изымались в пользу того, кто некогда их предоставил — в данном случае в пользу Габсбургов. В качестве дополнительного стимула Иосиф наградил Карла Теодора орденом Золотого руна, о котором тот давно мечтал. В результате переговоров 3 января 1778 года в Вене был заключён секретный договор, по которому Карл уступал Габсбургам Нижнюю Баварию в обмен на безусловную поддержку своих притязаний на баварский престол. 14 января Карл ратифицировал это соглашение в Мюнхене. Иосиф II и Карл Теодор обсуждали также обмен оставшейся части Баварии на владения Габсбургов в Нидерландах, однако это не стало частью соглашения.

#### Карл II Август

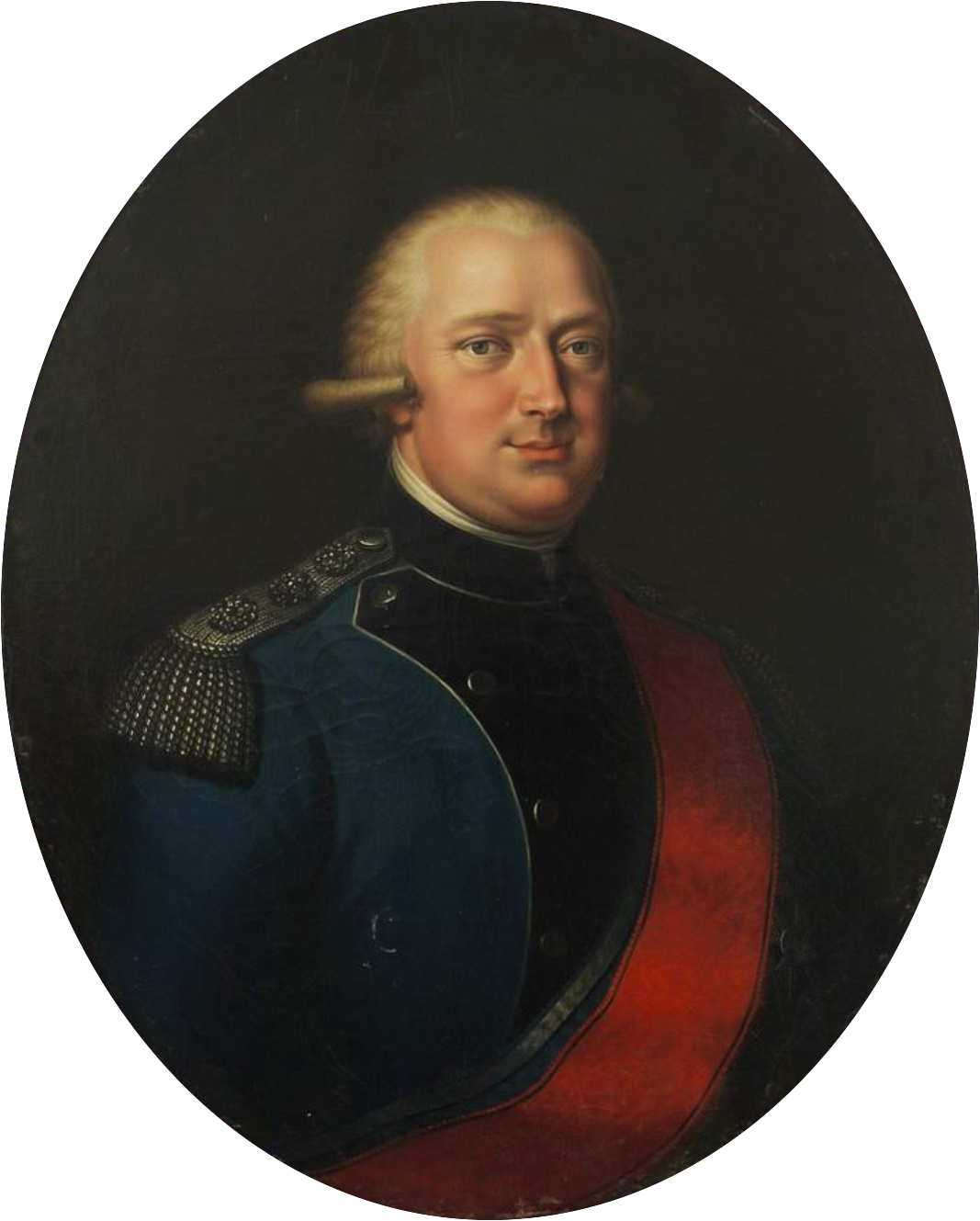
Карл II Август (неизвестный автор)

В заключённом секретном договоре полностью игнорировались интересы предполагаемого законного наследника Карла Теодора, Карла II Августа из дома Пфальц-Биркенфельд-Цвейбрюккен, имевшего ясный интерес к сохранению территориальной целостности Баварского герцогства. Однако переговоры с королём Пруссии о совместном противодействии Иосифу II начал не он, а одна из представительниц династии Виттельсбахов. Некоторые из историков утверждают, что это была вдова баварского герцога Мария Анна София Саксонская. Другие уверены в том, что это была его сестра, Мария Антония Баварская, которая также приходилась свекровью Карлу Августу и матерью правящему Саксонскому курфюрсту. Историк Эрнест Хендерсон писал о том, что она была «единственным мужчиной среди всех Виттельсбахов», вовлечённых в решение вопроса о престолонаследии.
Карл II Август не испытывал симпатии к Иосифу II. В молодости он искал руки и сердца его сестры, эрцгерцогини Марии Амалии. Она была вполне довольна его обществом, однако Иосиф и его мать настояли на том, чтобы она вышла замуж за герцога Пармы Фердинанда I, который обладал более широкими связями в высших кругах империи. Помимо этого Карл Август имел подданство Франции, из-за чего его иногда называли «герцог Депон», и теоретически мог рассчитывать на поддержку французского короля.

### Иосиф II Габсбург

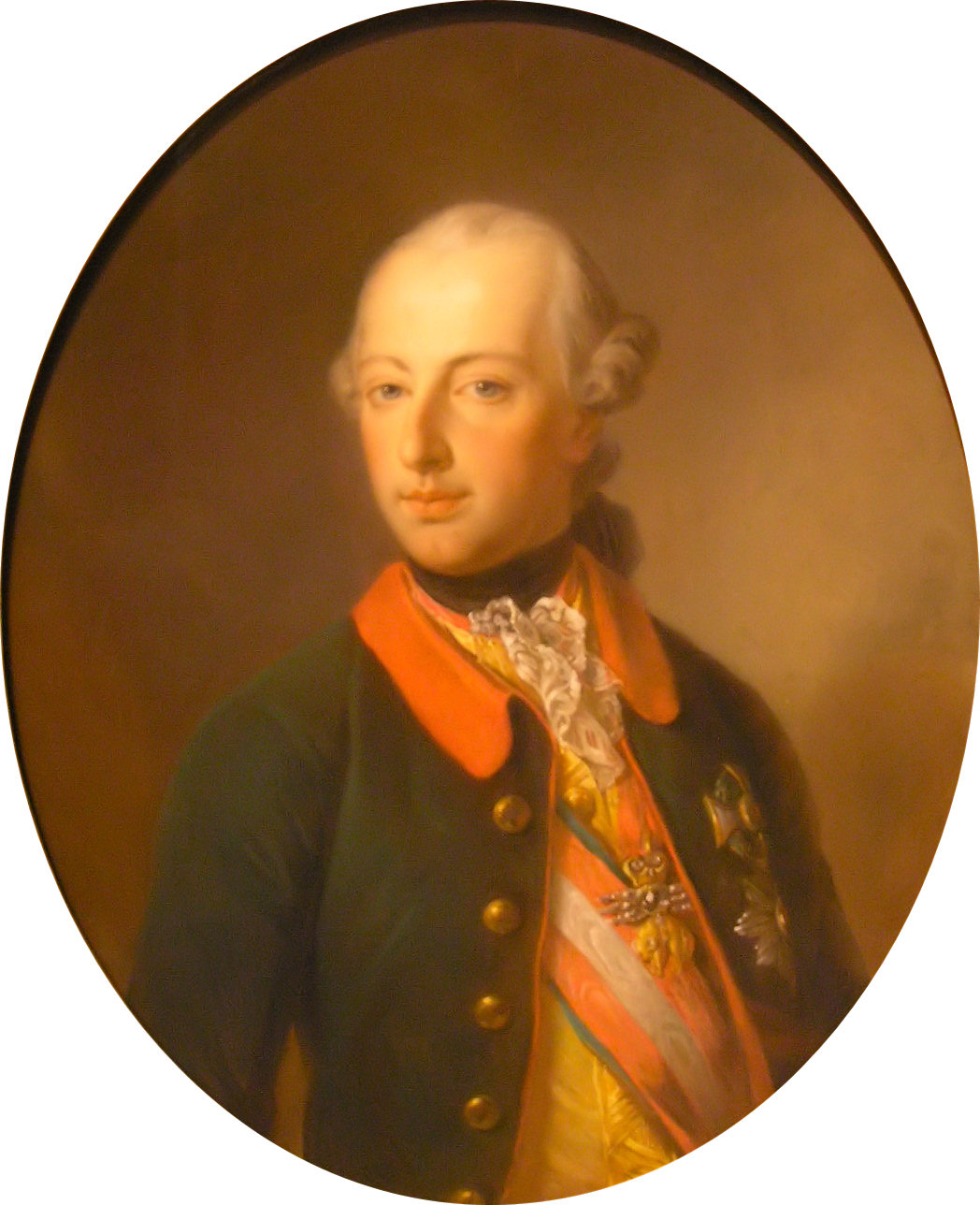
Иосиф II (портрет Декер, Георг)

Иосиф II, император и соправитель своей матери, Марии Терезии, рассматривал присоединение Баварии к владениям Габсбургов как возможность для восстановления влияния Габсбургов в германоязычных частях империи, пошатнувшегося после Семилетней войны вследствие потери Силезии и сближения Саксонии с Пруссией. По мнению Иосифа, приобретение Баварии или хотя бы её части связало бы владения династии в Австрии и Тироле и частично компенсировало бы потерю Силезии. Присоединение Баварии позволяло также получить дополнительный голос на выборах императора Священной Римской империи. Приобретение германских земель, в первую очередь, наиболее экономически развитых, было для Иосифа более важной задачей по сравнению с получением дополнительных территорий на восточных границах габсбургской монархии.
Иосиф был женат на сестре Максимилиана, Марии Йозефе, с 1765 года. Вступая в брак, он надеялся, что их дети смогут претендовать на Баварию. Но после двух лет несчастливого брака Мария скончалась. Когда Максимилиан скончался 10 лет спустя, Иосиф мог предъявить лишь юридически слабые претензии на земли Нижней Баварии благодаря сомнительному давнишнему пожалованию, сделанному императором Сигизмундом дому Габсбургов в 1426 году. Зная слабость своих притязаний, Иосиф вскоре после смерти Максимилиана заключил секретное соглашение с Карлом Теодором.

## События перед началом войны

### Дипломатические обязательства и позиции сторон

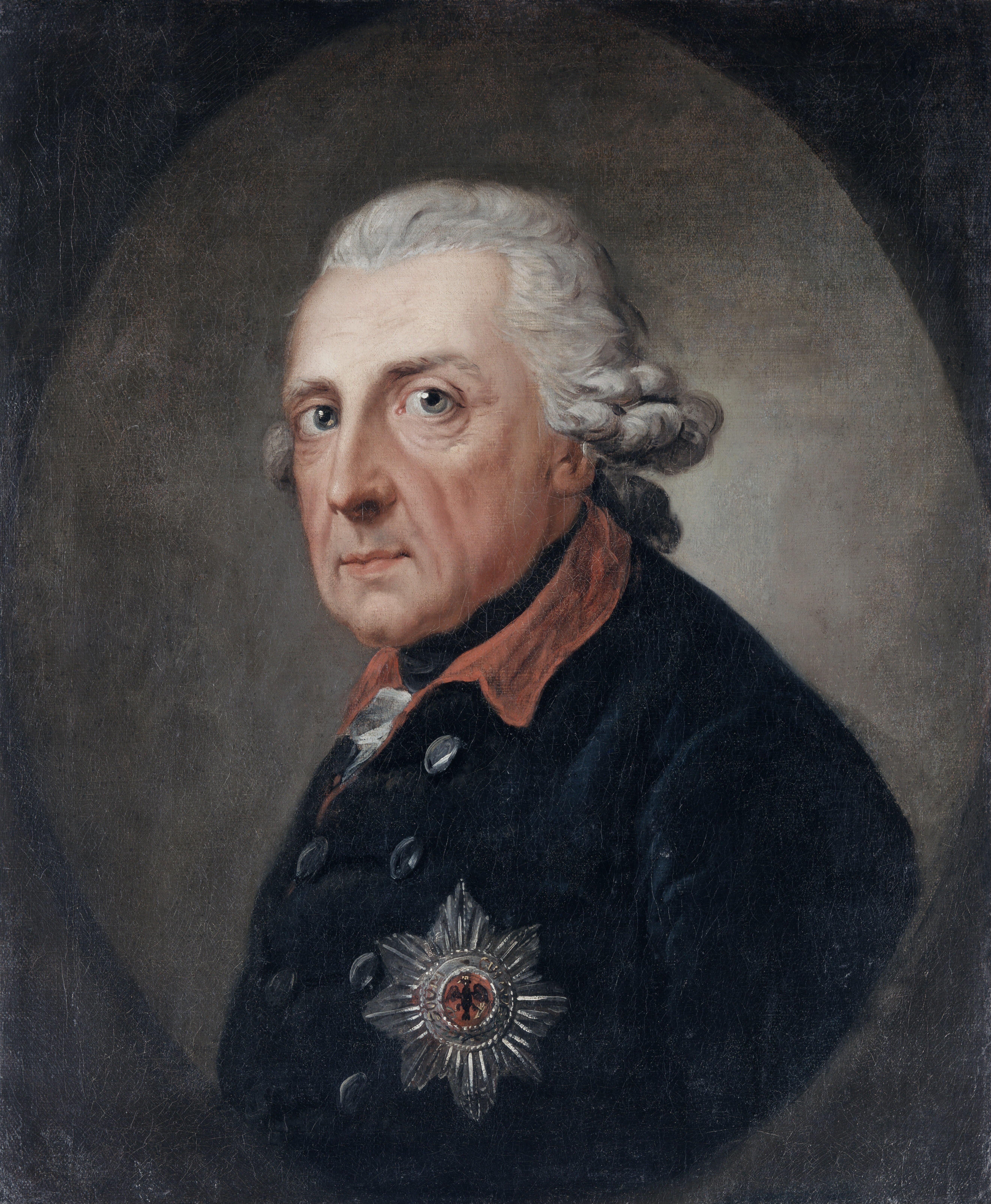
Фридрих II Великий, король Пруссии (портрет Антона Граффа)

Фридрих Великий и его министр Карл Вильгельм Финк фон Финкенштейн считали, что появление Габсбургов в Баварии изменит баланс сил в Священной Римской Империи, уменьшив влияние Пруссии. Не желая в одиночку противостоять Австрии, прусский король обратился к французскому и русскому дворам за поддержкой против австрийской агрессии. Представляя себя защитником прав германских правителей, нарушенных Иосифом II, Фридрих заключил союз с саксонским курфюрстом Фридрихом Августом.
В годы Семилетней войны Россия была важным союзником Австрии, но восшествие на российский престол Петра III привело к тому, что Россия позволила Пруссии удачно выйти из войны. В 1764 году Пруссия и Россия заключили союзный договор, в соответствии с которым Фридрих II выплатил Екатерине II субсидии на общую сумму 17 млн талеров для ведения двух войн с Османской Турцией. Императрица всероссийская не была заинтересована в прямом участии во внутренних европейских конфликтах, но также не могла допустить усиления Австрии ввиду её возможного союза с Турцией.

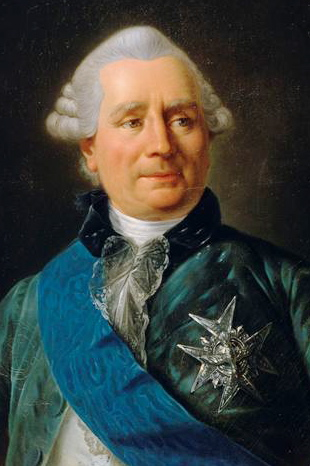
Министр иностранных дел Франции Шарль де Вержен (портрет Антуана-Франсуа Кале)

Франция с весны 1778 года выступала на стороне мятежных колоний Британской империи в Северной Америке в ходе Американской войны за независимость. В связи с этим она хотела избежать столкновений с англичанами на европейском континенте, поскольку могла нанести ей больше урона в Новом Свете. Вместе с тем, Франция была заинтересована в сохранении своего влияния во всех германоязычных странах, участвующих в конфликте. Дипломатическая революция, произошедшая в 1756 году, привела к примирению Бурбонов и Габсбургов и заставила Французское королевство отказаться от 200-летнего внешнеполитического курса, центральной аксиомой которого было соперничество с Габсбургской монархией. При французском дворе в Версале, как и во Франции в целом, по-прежнему существовали сильные антиавстрийские настроения, поэтому династический брак Людовика, тогда являвшегося дофином, и дочери Марии-Терезии Марии-Антуанетты в глазах многих французов был политическим и супружеским мезальянсом. Этот брак мог дать Франции дополнительные рычаги воздействия на ситуацию в Священной Римской империи, но мог также негативно сказаться на отношениях Франции с Пруссией и Россией. Министр иностранных дел Франции де Вержен разделял укоренившуюся в стране неприязнь к Габсбургам. Он считал их ненадёжным союзником и в 1778 году направил свои усилия на то, чтобы освободить Францию от военных обязательств перед ними.

### Действия сторон накануне войны
30 декабря 1777 года в Мюнхене собрался Государственный совет, на котором курфюрстом был провозглашён Карл Теодор. 2 января 1778 года тот прибыл в Мюнхен, принял присягу на верность от гарнизона и чиновников и издал манифест о вступлении во владение Баварией. Поскольку Карл Теодор не спешил ратифицировать конвенцию от 3 января, Иосиф II отдал приказ пятнадцати тысячам солдат занять Миндельхайм и другие земли. В конечном счёте австрийцы оккупировали даже больше территорий, чем было предоставлено им по соглашению. Карл Теодор, мечтавший о восстановлении Бургундского королевства, понял, что Габсбурги не собираются обменивать баварские земли на Австрийские Нидерланды. Теоретически он ещё мог получить незначительную их часть, например Эно, Гельдерн, Люксембург или Лимбург, но стало ясно, что наиболее выгодные в стратегическом или коммерческом плане нидерландские владения останутся за Габсбургами.

Екатерина II Великая, императрица всероссийская (портрет Иогана Баптиста Лампи Старшего)

Пока мечта Карла Теодора о восстановлении бургундского наследия таяла, Иосиф продолжал аннексировать области Баварии. В это время Фридрих направил своих посланников к Карлу II Августу, которые убедили его подать протест имперскому сейму в Регенсбурге. Помимо занятия значительной части Южной Баварии, войска Иосифа установили свою администрацию в Штраубинге, что вызвало серьёзный дипломатический кризис. Эта оккупация была неприемлема для Фридриха, прусские войска были мобилизованы недалеко от границы с Богемией. Саксония выставила 20 000 солдат. Карл Теодор заявил о своём полном нейтралитете в надвигающемся конфликте. Британия, увязшая в войне со своими колониями в Америке, безуспешно надеялась, что конфликт из-за Баварии отвлечёт Францию от участия в этой войне. Тем временем французы всячески уклонялись от помощи австрийцам. Наблюдающая из Петербурга Екатерина II Великая была готова в любой момент вмешаться в интересах Российской империи.
В течение четырёх месяцев дипломаты курсировали между Веной и Берлином, Дрезденом и Регенсбургом, а также Цвайбрюкеном, Мюнхеном и Мангеймом. О возможных масштабах конфликта говорит то, что к началу столкновений в июне 1778 года Габсбурги и Пруссия обладали армиями, значительно превосходившими те силы, которые они выставили друг против друга в годы Семилетней войны. Это противостояние могло перерасти в войну, в которую была бы вовлечена вся Европа.

## Война

### Подготовка и планы сторон
Когда стало ясно, что монархи Европы не признают фактический раздел Баварии, Иосиф и его министр иностранных дел Венцель Антон фон Кауниц объявили сбор войск в габсбургских владениях. В результате, по данным британского историка Тимоти Бланнинга, в Богемии, Моравии и габсбургской части Силезии они сосредоточили шестьсот орудий и армию численностью от 180 до 190 тысяч человек. Общая численность австрийских войск, которая могла быть при необходимости призвана на войну в Европе, им же оценивается в 200 000 человек. Значительную часть своих подразделений Габсбурги были вынуждены держать на восточных границах. В то же время историк Майкл Хохедлингер приводит альтернативные данные. По его словам, центральная армия насчитывала 80 000 человек и ещё 60 000 тысяч было в распоряжении Лаудона. 6 апреля 1778 года Фридрих II выдвинул часть прусской армии, насчитывавшую 80 000 человек, на границу с Богемией, недалеко от Найссе, Швайдница и графства Глац. Его младший брат, Генрих Прусский, возглавил вторую часть прусской армии численностью от 80 до 82 тысяч человек, собиравшуюся к северу и западу в Саксонии.
План Фридриха, выработанный в ходе предшествующих столкновений с Австрией, состоял в том, чтобы двигаться двумя армиями от Лаузица и Находа через перевалы в Судетах, беря австрийские войска в «пинцет», сходящийся на переправе через Эльбу у Лейтмерица. Это ставило перед австрийцами стратегический выбор между защитой Богемии или Моравии и позволяло прусским солдатам жить за счёт опустошения габсбургских провинций. Австрийский план на случай войны с Пруссией был выработан Иосифом II и фельдмаршалом Ласси также задолго до начала войны. Он состоял в том, чтобы сконцентрировать войска на оборонительных позициях у Эльбы с опорой на укрепления в Кёниггреце и Терезиенштадте и не допустить смыкания двух прусских армий.

### Первая стычка
В начале июня 1778 года прусский генерал Иоганн Якоб фон Вунш перешёл границу Богемии близ укреплённого города Наход с несколькими сотнями солдат. Местный гарнизон под командованием фрайгерра Фридриха Иосифа фон Науэндорфа, в то время ставшего ротмистром (капитаном кавалерии), состоял всего из пятидесяти гусар. Несмотря на численное превосходство противника, Фридрих выступил против Вунша. Когда его небольшой отряд достиг прусских сил, он приветствовал их как друзей. Пруссаки слишком поздно поняли его истинные намерения. Благодаря оплошности противника, группа Фридриха Иосифа взяла верх. В письме своему сыну Мария Терезия писала: «Говорят, тебе так понравился Науэндорф, этот новичок из Карлштадта или Венгрии, убивший семерых человек, что ты дал ему двенадцать дукатов».

### Вторжение

Контурная карта Чехии, включающая в себя Богемию и Моравию. Иосиф был в меньшинстве и фактически окружён, однако Фридрих не решился на атаку из-за выгодного положения противника

5 июля 80-тысячная 1-я (Силезская) армия под командованием Фридриха перешла границу и заняла Наход, однако не смогла продвинуться дальше. Напротив них на холмах близ Эльбы стояла армия Габсбургов под командованием графа Ласси. Он построил свою армию на позиции от Кёниггреца до Арнау. Мощная линия земляных укреплений, оборудованных на глубину пушечного выстрела, простиралась на 15 километров вдоль реки. Австрийские войска имели по 15 орудий на батальон. Фридрих отказался от прямой атаки позиций Ласси.
В то время как основная армия Габсбургов столкнулась с Фридрихом на Эльбе, меньшая группировка под командованием фрайгерра Эрнста Гидеона фон Лаудона охраняла горные проходы из Саксонии и Лаузица в Богемию. Проходов было много, поэтому Лаудон не смог полностью закрыть границу. В конце июля принц Генрих Прусский обошёл его армию через Исполинские горы восточнее Эльбы, которые до того считались непроходимыми, и вошёл в Богемию в районе Хайнспаха. Лаудон запаниковал, и чтобы избежать нападения с тыла, без боя отошёл из горных проходов за реку Йизеру. К середине августа главная габсбургская армия оказалась в опасности из-за возможного обхода Генрихом на левом фланге.
Принц Генрих Прусский предлагал своему брату завершить свои операции к 22 августа, так как к этому времени, по его подсчётам, он исчерпал бы все запасы продовольствия. Фридрих ответил согласием. Он планировал пересечь Эльбу и подойти к войскам Габсбургов с тыла, однако чем больше он изучал укрепления противника, тем больше понимал, что кампания уже проиграна. К этому времени Лаудон получил значительные подкрепления и был способен противостоять армии Генриха. Сторона обороны оказалась сильнее, чем сторона нападения.

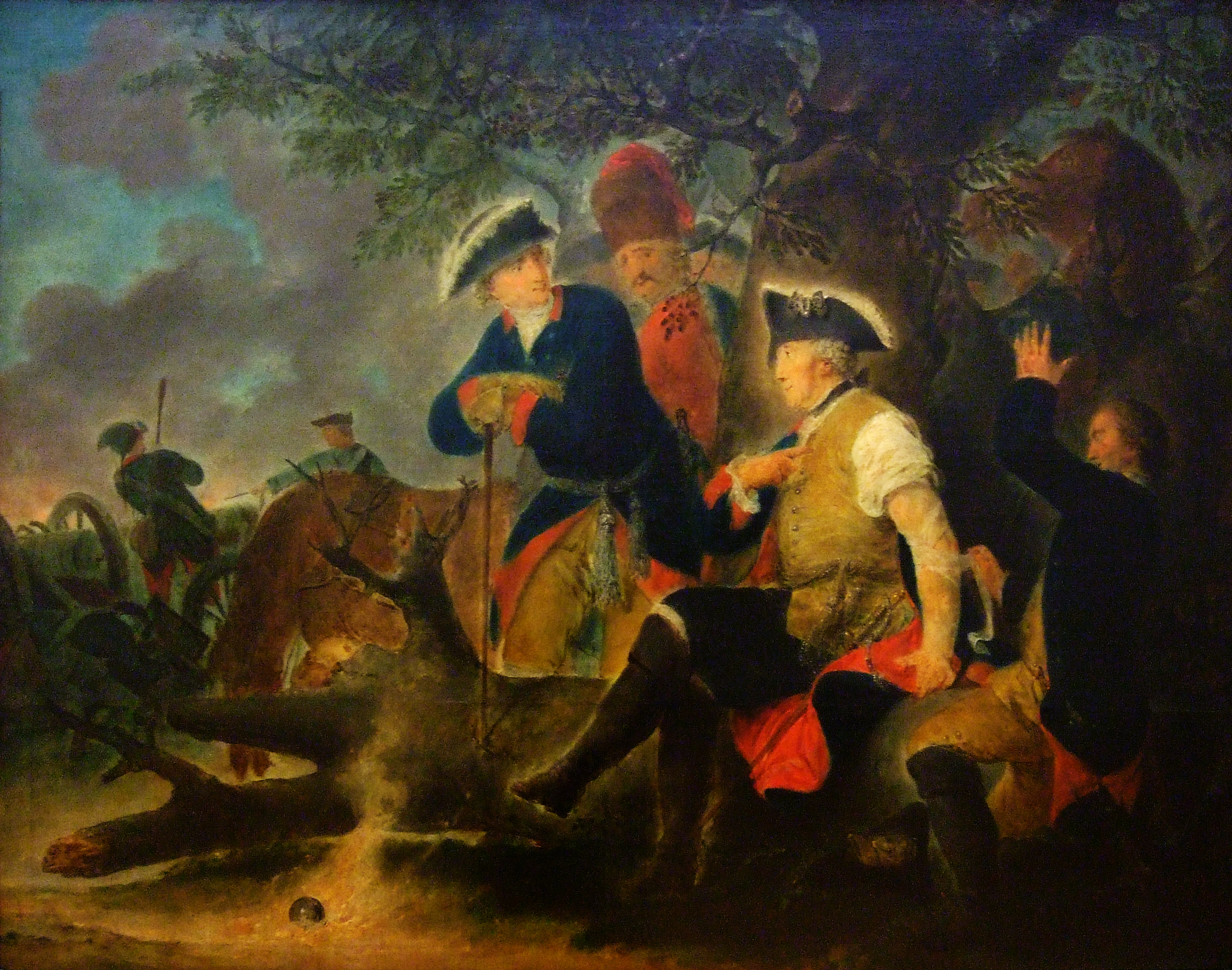
Фридрих Великий и фельдшер, картина Бернхарда Роде (около 1793—1795)

Со своей высоты у Кёниггреца войска Габсбургов часто бомбардировали прусскую армию, расположившуюся в низине. В день, когда врачи делали Фридриху кровопускание, канонада стала настолько сильной, что король счёл необходимым поехать туда сам. Во время езды у него открылась вена. Король спешился, и ротный фельдшер снова перевязал ему вену. Этот инцидент позже был изображён немецким живописцем Бернхардом Роде. Британский историк Томас Карлайл в своей работе пишет, что Фридрих, будучи постоянно в дурном расположении духа из-за неудачного хода войны, постоянно рисковал собой, лично ездил на рекогносцировки, подставлял себя под артиллерийский и ружейный огонь, и тем приводил в ужас своё окружение.
Все четыре армии, две прусские, и две австрийские, оставались на своих позициях вплоть до начала сентября, истощая ресурсы занимаемых ими территорий. Пока основная армия укрепилась и практически бездействовала, Иосиф поощрял набеги на прусские войска. 7 августа 1778 года «бесстрашный новичок» Науэндорф возглавил атаку на прусский конвой в Бибендорфе на территории графства Глац. Удивлённый неожиданным нападением, конвой сдался и майор захватил нескольких офицеров, 110 солдат, 476 лошадей, 240 повозок с мукой и 30 повозок с другими вещами. Такого рода действия продолжались на протяжении всей войны. Крупных сражений де-факто не было; боевые действия состояли из серии набегов одной стороны и контратак другой. Армии оставались в своих лагерях, в то время как люди и лошади съедали всю провизию и фураж на мили вокруг; стороны пытались оставить друг друга без припасов и фуража. Солдаты обеих сторон добывали себе пропитание, выкапывая картофель и собирая фрукты.
Ввиду приближения зимы Фридрих и Генрих в сентябре начали отводить свои войска на зимние квартиры. 4 сентября Фридрих начал отступление, это сделало неизбежным и отход Генриха. Основные прусские силы покинули Богемию и переправились через Эльбу в Саксонию, в габсбургских провинциях остались лишь отдельные прусские подразделения. После отхода основной части 1-й прусской армии Иосиф также разделил свои силы, частично подкрепив Лаудона и направив другую часть против отходящих сил Фридриха. Двигаясь вслед за пруссаками, войска Лаудона вышли к Эльбе и закрепились на её берегах, а его передовые части переправились через реку и вошли в Саксонию. В октябре боевые действия практически прекратились, во второй половине октября и прусская, и австрийская армии встали на зимние квартиры. Как пишет историк-германист Маршалл Дилл, солдаты в зимние месяцы тратили больше времени на поиски пищи, нежели на сражения.
Ещё 12 июля Мария Терезия отправила барона Тугута к Фридриху с предложением возобновить переговоры, лишь после этого уведомив Иосифа о своём шаге. Получив 21 июля ответ короля о желаемых им условиях, она тщетно пыталась склонить Иосифа II к переговорам. В августе Вержен неофициально предложил французское посредничество в ведении австро-прусских переговоров. Фридрих тем временем пытался привлечь Екатерину II к разрешению конфликта, ссылаясь на прежний союзный договор и нарушение Австрией имперских законов. Мария Терезия, зная о переписке Фридриха с Екатериной, опасалась вторжения русского экспедиционного корпуса в Венгрию. 12 октября русский посол в Вене князь Голицын представил венскому двору ноту о необоснованности претензий Австрии на Баварию.

### Зимние события

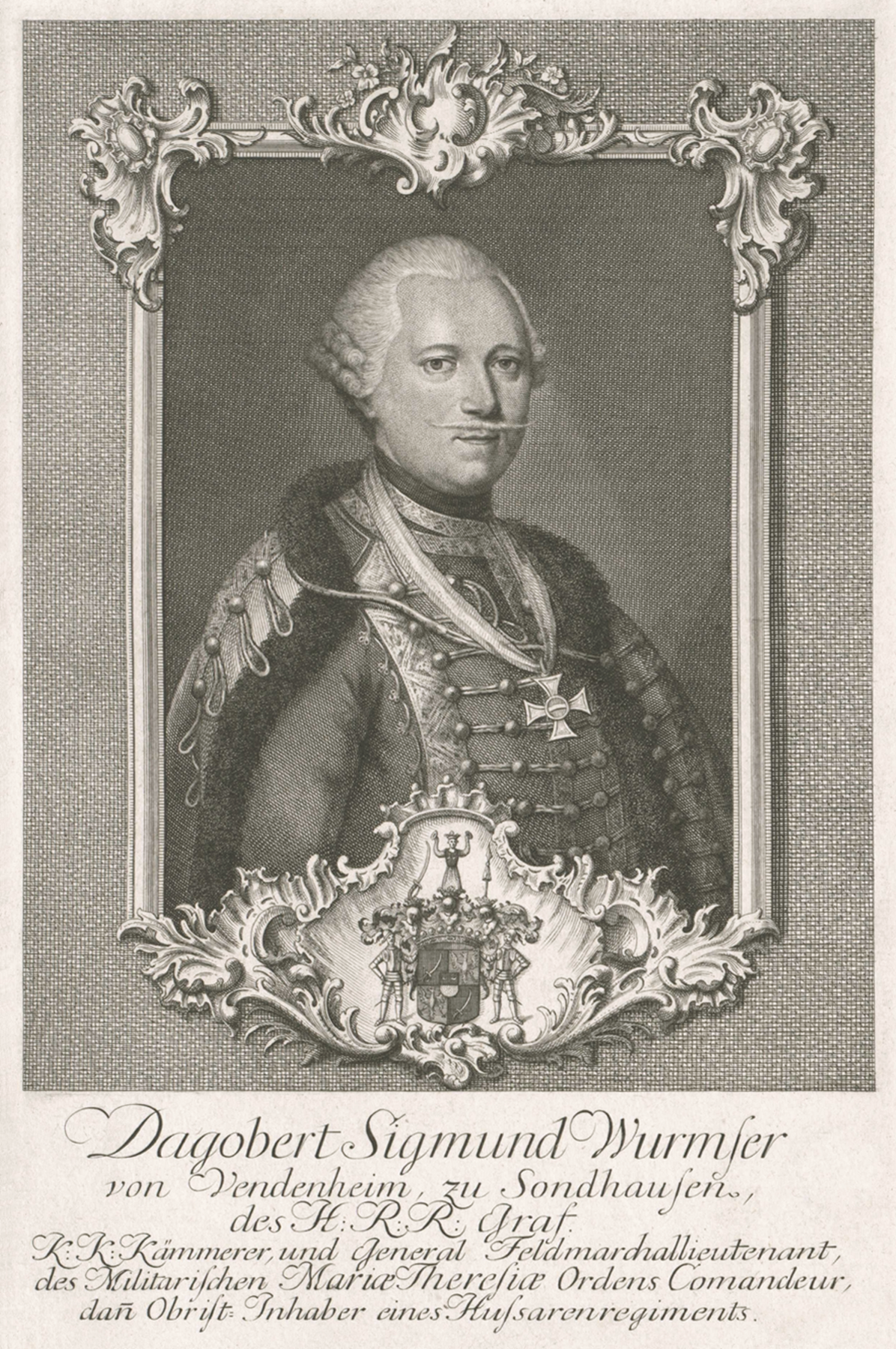
Дагоберд Зигмунд фон Вурмзер (неизвестный автор)

Назначенный командующим зимним кордоном габсбургской армии Дагоберт Зигмунд фон Вурмзер приказал небольшой штурмовой колонне под командованием полковника Вильгельма Клебека атаковать деревню Диттерсбах. Клебек повёл колонну хорватов в деревню. В ходе боя четыре сотни пруссаков были убиты, ещё столько же взято в плен. Войска Габсбургов захватили 8 знамён. За свои военные успехи в этом и других сражениях против пруссаков, Клебеку был пожалован титул фрайгерра и награждён рыцарским крестом военного ордена Марии Терезии.
Во время другого рейда, случившегося 1 января 1779 года, полковник Франц Левенер повёл отряд в 3200 человек (4 батальона, 6 эскадронов и 16 пушек) в Цукмантель, деревню в Силезии на границе с Пруссией. Там он столкнулся с десятитысячным прусским отрядом под командованием генерала фон Вунша. Однако габсбургские войска разбили пруссаков, потеряв лишь 20 человек ранеными при 800 убитых и раненых у пруссаков. 15 февраля того же года за эту и ряд других побед Левенеру также был пожалован титул фрайгерра. 14 января Вурмзер двинулся в графство Пфальц пятью колоннами, две из которых, под командованием генерал-майора Франца Иосифа Кинского окружили Хабельшвердт 17—18 января. В то время как одна колонна обеспечивала подход, вторая под командованием полковника Паллавичини штурмовала деревню и захватила в плен принца Гессен-Филипстальского, 37 офицеров и от 700 до 1000 солдат, три пушки и семь знамён. В этом бою пруссаки потеряли убитыми и ранеными 400 человек. Сам Вурмзер возглавил третью колонну в штурме так называемого «шведского блокпоста» в Обершведельдорфе. Он и деревня Хабельшвердт были подожжены огнём гаубиц. Генерал-майор Людвиг фон Терзи, прикрывавший оставшиеся две колонны, отбросил назад поддержку врага, захватив в плен триста пруссаков. Тем временем Вурмзер сохранил свои позиции в близлежащих деревнях Рюкертс и Райнерц. Его передовые патрули достигли окраин Глаца и патрулировали большую часть границы Пруссии и Силезии около Швайдница. Хабельшвердт и Обершвендельдорф были разрушены. 3 марта 1779 года Науэндорф снова совершил набег на Берберсдорф с большим отрядом пехоты и гусар и захватил весь прусский гарнизон. Иосиф наградил его Рыцарским крестом военного ордена Марии Терезии 19 мая 1779 года.
Ещё в октябре 1778 года Екатерина ответила на письмо Марии Терезии, в котором та оправдывала территориальные претензии Австрии, и предложила своё посредничество. Тогда же она выдала князю Репнину полномочную грамоту на ведение переговоров. Репнин выехал к Фридриху II, чтобы по согласованию с Пруссией, Австрией и Францией определить место проведения мирного конгресса. 10 марта 1779 года начался мирный конгресс в Тешене, входившем тогда в австрийскую Силезию. Пруссию представлял посол в Вене барон Ридезель, Австрию — граф Кобенцль, Францию — барон де Бретёйль, Россию — князь Репнин. Торг за условия мирного договора продолжался около двух месяцев.

## Итоги

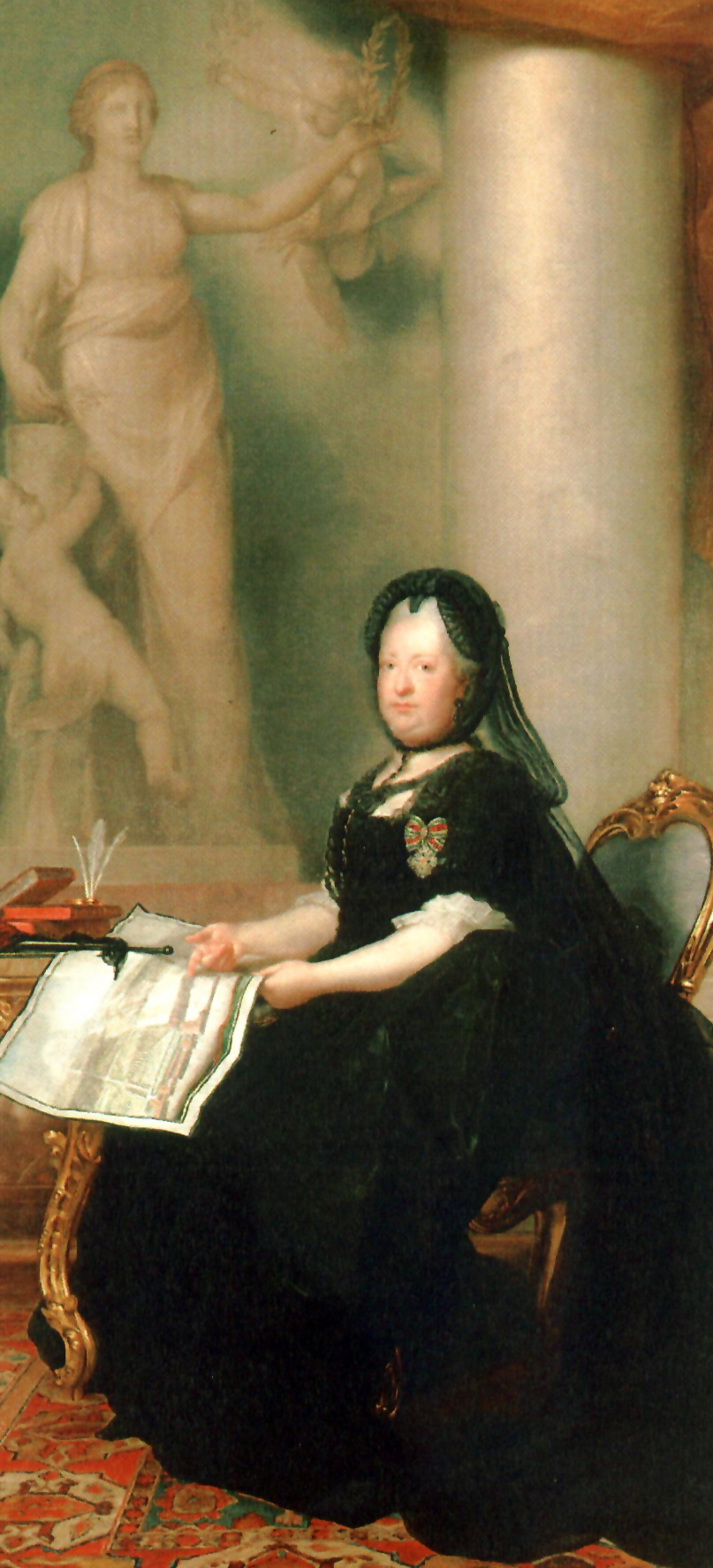
Мария Терезия, 1773 год. Позади неё стоит Статуя Мира, символически держащая венок над головой Императрицы (картина Антона фон Марона)

По Тешенскому договору, заключённому 13 мая 1779 года, целостность Баварии была восстановлена, Мария Терезия вернула Нижнюю Баварию Карлу Теодору. Курфюршество Пфальц получило своё прежнее пятое место в Совете курфюрстов, и количество выборщиков в империи сократилось до восьми. Однако Габсбурги сохраняли за собой Иннфиртель, полосу площадью в 2200 квадратных километров в водосборе реки Инн. На этой небольшой территории проживало около ста двадцати тысяч человек. Саксонский курфюрст за свою часть баварского наследства получил компенсацию в размере четырёх миллионов талеров от Карла Теодора.
Война за Баварское наследство стала последней как для Фридриха, так и для Марии Терезии. Правление обоих монархов началось и закончилось войной друг против друга. Ни один из противников не желал рисковать, что сделало эту войну кампанией без выдающихся сражений. Несмотря на то, что ни одна из сторон не потеряла много солдат в битвах, по некоторым оценкам, сделанным в XIX веке, по десять тысяч человек с каждой стороны погибли от голода и болезней. По оценке Карлайла погибло около 10 тысяч австрийцев и столько же пруссаков. Историк Майкл Хохедлингер приводит цифру в тридцать тысяч человек общих потерь. Германо-американский историк Роберт Адольф Канн не даёт оценок потерям, но предполагает, что основной их причиной были холера и дизентерия. Австрийский военный историк Гастон Бодарт, чью работу по оценке потерь Австрии и Австро-Венгрии в войнах Ф. Тённис называл фундаментальной, приводит австрийские потери: 274 человека погибли или умерли от ран, 137 пропали без вести, 127 ранены, 398 комиссовано, 2864 попали в плен, 3012 дезертировали, 12 625 умерли от болезней. Богарт отмечает, что общие потери составили около десяти процентов от начальной численности австрийских войск. Прусские потери составили: 3452 человека убито, ранено или взято в плен, 16 052 дезертировали. Количество пруссаков, умерших от болезней и голода, он не называет. Майкл Клодфельтер в своей книге «Война и вооружённые конфликты: статистическая энциклопедия потерь и других данных, 1492—2015» приводит такие же показатели, как у Богарта, и отмечает, что по всей видимости прусские войска потеряли от болезней не меньшее число людей, чем австрийские. О жертвах среди гражданского населения данные отсутствуют, хотя мирные жители также страдали от голода, болезней и разрушений; например, Хабельшвердт и одна из его деревень были уничтожены пожаром.
Несмотря на свою непродолжительность, война обошлась Пруссии в 17 миллионов талеров или примерно 34 миллиона флоринов, что превышало годовой доход страны. Для Габсбургов стоимость была выше. За время войны австрийский государственный долг вырос более чем на 30 млн флоринов, в одном только 1779 году военные расходы составили почти 65 миллионов флоринов при том, что в предшествующем году весь доход монархии измерялся в 50 миллионов. Сам Иосиф описал войну как «ужасное дело… гибель многих невинных людей».

## Последствия

### Вторая попытка обмена Баварии

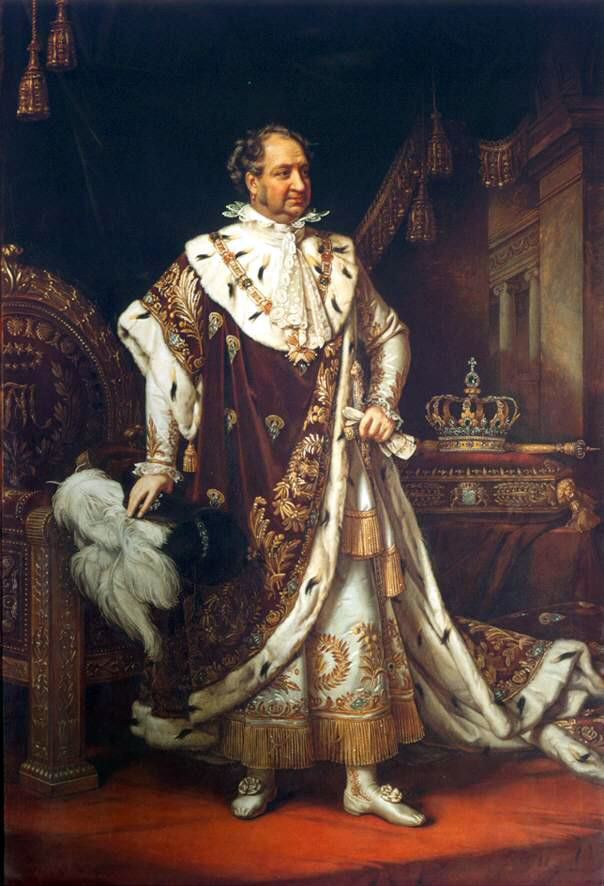
Максимилиан IV, первый король Баварии (портрет Йозефа Карла Штилера)

В 1785 году император вновь попытался заключить сделку с Карлом Теодором, предложив обменять часть баварских земель на часть Австрийских Нидерландов. На сей раз речь шла об открытой сделке, а не о разделе «секретным пактом». Австрийские Нидерланды были богатой провинцией, однако они же были «занозой» для Иосифа, поскольку сопротивлялись проводимым им реформам и поглощали военные и административные ресурсы, которые император хотел бы использовать в других частях габсбургских владений. Однако, несмотря на эти проблемы, Иосиф не мог позволить себе полностью отказаться от этой провинции. Его усилия в переговорах были направлены на достижение максимальной выгоды как от Австрийских Нидерландов, так и от частей Баварии, на которые он претендовал.
Если бы Иосифу пришлось в обмен на Баварию полностью отказаться от Австрийских Нидерландов, это означало бы «неоправданный обмен выгодного стратегического положения… на экономически выгодную территорию, прилегающую к землям монархии». Карл II Август, герцог Цвайбрюккенский, был возмущён возможной потерей ожидаемых им в наследство баварских земель. Фридрих вновь предложил ему помощь, однако на сей раз войны не было. Вместо этого прусский король основал Фюрстенбунд (Союз князей), в который вошли влиятельные правители северных княжеств Германии. Этот союз оказывал давление на Иосифа с целью принудить последнего отказаться от своих планов. В итоге действия Иосифа возымели эффект, обратный желаемому: вместо усиления влияния Габсбургов в германских землях, его политика привела к укреплению положения Пруссии. В глазах князей Северной Германии Пруссия стала «государством-защитником от жадного империализма Габсбургов», что было ироничным контрастом по сравнению с началом Силезских войн, когда Фридрих, аннексировав Силезию и ряд других немецкоязычных областей, заставил большую часть германских государств встать на сторону Австрии. В 1799 году герцогство Бавария перешло к Максимилиану IV Иосифу, брату Карла Августа. В 1806 году он короновал себя королём Баварии в соответствии с условиями Пресбургского мира.
В то же время, подобное отношение со стороны Габсбургов не устраивало и сами Австрийские Нидерланды, которые в 1789 году подняли очередное восстание, чтобы свергнуть их власть. Повстанцы провозгласили так называемые Бельгийские соединённые штаты — государство, существовавшее вплоть до декабря 1790 года, когда Габсбурги восстановили контроль над бельгийскими территориями. Однако уже в 1794 году состоялось вторжение французских сил в ходе так называемых «революционных войн». После победы французов в битве при Флёрюсе Австрийские Нидерланды были окончательно ликвидированы как габсбургская вотчина.

### Эволюция военной мысли
Как отмечает Тимоти Бланнинг, в европейской военной историографии к Войне за баварское наследство сложилось «насмешливое и пренебрежительное отношение», её рассматривают как «апофеоз или, возможно, карикатуру войны старого европейского порядка», несмотря на громкое название. В просторечии австрийцы называли войну «Сливовые гуляния» (нем. Zwetschgenrummel), а пруссаки «Картофельная война» (нем. Kartoffelkrieg). Некоторые историки рассматривают войну за баварское наследство как один из примеров так называемых кабинетных войн. Это была последняя война в Центральной Европе, предшествовавшая Французской революции. При этом в ней не было ни одного крупного сражения, несмотря на участие в ней таких волевых властителей тогдашней Европы, как Мария Терезия и Фридрих II.
В ходе Картофельной войны австрийцы успешно опробовали так называемую кордонную стратегию, детально проработанную фельдмаршалом Ласси. Эта стратегия была вызвана к жизни необходимостью оборонять габсбургскую монархию от враждебных государств, окружавших её с разных сторон. По замыслу Ласси, главная армия, находившаяся в глубине страны, в зависимости от места вторжения врага могла выдвинуться к укреплённым фортам на рубежах. Тем не менее, в начале последующих французских революционных войн использование этой стратегии привело к поражениям австрийской армии — решающей при этом стала способность Французской республики мобилизовать огромные армии. В ходе революционных и наполеоновских войн французы многое взяли из ранней военной практики Фридриха — единоначалие, быстрое передвижение, поиск решающего сражения, борьба «не на жизнь, а на смерть» — и завоевали всю Европу. В то же время, в своих поздних кампаниях, включая баварскую, Фридрих не учинил ни одной крупной битвы. Как пишет историк Джереми Блэк, война за баварское наследство свидетельствовала об относительной слабости прусской армии и о многостороннем наращивании австрийских военных возможностей.
Само по себе увеличение размеров армий отражало возрастающую способность государств набирать, оснащать и выставлять куда более крупные вооружённые силы, нежели ранее. Эта война стала и отражением роста военных расходов. Особенно это касалось Габсбургов. После Семилетней войны армия Иосифа, по оценкам, сократилась с примерно двух сотен тысяч человек в 1761 году до около 153 000 в 1765 году. При подготовке новой кампании против Пруссии она увеличилась с примерно 195 000 человек в 1778 году до 308 555 человек в 1779 году. С тех пор и вплоть до начала французских революционных войн военная сила Габсбургов не опускалась ниже отметки в 200 000 человек.

### Усиление влияния России в Центральной Европе
Одним из последствий войны за баварское наследство и Тешенского конгресса стало усиление позиций России в Центральной Европе. Россия наряду с Францией выступила гарантом соблюдения условий не только Тешенского мира, но и конституции Священной Римской империи, поскольку Тешенский мир возобновлял гарантии Вестфальского и Губертусбургского мирных договоров. Если до начала войны Петербург поддерживал дипломатические отношения с небольшим числом имперских чинов и институций — Саксонией, Гамбургом и Имперским собранием в Регенсбурге, то после подписания мирного договора были установлены отношения с курфюршествами Майнц, Трир, Кёльн, а также с Вюртембергом, Баденом, Гессен-Касселем и Цвайбрюкеном. Стремясь не допустить перевеса ни Пруссии, ни Австрии в их борьбе за влияние в Священной Римской империи, Россия поочерёдно поддерживала обе стороны в их спорах. По итогам Тешенского конгресса Франция утратила своё преимущественное положение в Центральной Европе и была вынуждена мириться с укреплением позиций России. В своих мемуарах Ш. М. Талейран писал: «Появление России при заключении мира в Тешене стало большим бедствием для Европы, а Франция совершила серьёзную ошибку, не сделав ничего, чтобы этому помешать».

### Углубление германского дуализма
Война за баварское наследство показала, что в Священной Римской империи появился новый игрок, Пруссия, которая была готова противостоять могуществу Габсбургов. В Германии началась эпоха дуализма двух ведущих немецкоязычных государств. По мнению Ю. Комлевой, значение баварских событий для исторической науки состоит в том, что в этих событиях уже проглядывается борьба между великогерманским и малогерманским путями объединения Германии.
Габсбурги занимали двойственное положение в Священной Римской империи. Хотя они фактически превратили выборную императорскую должность в наследственную, удерживая её с XV века за исключением двух коротких периодов, основой их власти были не титул императора и статус в империи, а обширные владения в Восточной Европе и Италии. После потери Силезии веса в германоязычных землях им явно недоставало. Только приобретение территорий в Германии могло сместить центр монархии Габсбургов в Центральную Европу, где находились их наследственные земли. Именно это определило их дальнейшую внешнюю политику, включая попытки возвращения Силезии и присоединения Баварии. Иосиф стремился подчинить те германские земли, которые связали бы его центральные владения с отдалёнными, а также установить гегемонию династии в Центральной Европе, разделив Баварию. В результате войны за баварское наследство Габсбурги не смогли достичь этих целей.